# 胡俊辉
胡俊辉，南京航空航天大学教授，主要从事机械设计及理论、精密驱动与振动利用、工程力学方面的研究工作。入选中华人民共和国教育部2009年度"长江学者"特聘教授。